# Нижегородцев, Тимофей Леонтьевич
Тимофей Леонтьевич Нижегородцев (1900, Саратовская область — 21 апреля 1945) — стрелок 629-го стрелкового полка 134-й стрелковой дивизии, ефрейтор — на момент представления к награждению орденом Славы 1-й степени.

## Биография
Родился в 1900 году в селе Чиганак Балашовского уезда Саратовской губернии (ныне — Аркадакский район, Саратовская область). Окончил 4 класса сельской школы, семья была многодетная и учиться дальше не было возможности. В 1912 году семья переехала в Сибирь, в село Городок Минусинского района Красноярского края. Работал в колхозе имени Щетинкина, с 1930 года был председателем колхоза. Член ВКП с 1922 года.
В январе 1944 года был призван в Красную Армию Минусинским райвоенкоматом Красноярского края. На фронте в Великую Отечественную войну с мая 1944 года. Весь боевой путь прошел в составе 3-й стрелковой роты 1-го стрелкового батальона 629-го стрелкового полка 134-й стрелковой дивизии. Участвовал в боях за освобождение Белоруссии и Польши.
23 июля 1944 года в бою за высоту с отметкой 180,0 на правом берегу реки Западный Буг близ населенного пункта Волковяны красноармеец Нижегородцев в бою из личного оружия сразил 5 противников. Будучи раненым, не ушел с поля боя и продолжал двигаться в боевых порядках пехоты. Личным примером увлекал за собой бойцов роты
Приказом по частям 134-й стрелковой дивизии от 17 августа 1944 года красноармеец Нижегородцев Тимофей Леонтьевич награждён орденом Славы 3-й степени.
29 июля 1944 года при форсировании реки Висла в районе села Бжесце красноармеец Нижегородцев под огнём противника в числе первых переправился через водную преграду и с ходу вступил в бой. На плацдарме, в бою за деревню Люцимя первым обнаружил группу противников, который заходили в наш тыл, огнём из автомата уничтожил более 20 противников, захватил три пулемета. Обеспечила захват населенного пункта. 2 августа в бою за деревню Шляхтский лес и решительно двигался впереди увлекая за собой бойцов роты. Командиром полка полковником Кортуновым был представлен к присвоению звания Герой Советского Союза. Представление поддержали командиры дивизии и корпуса, но командующей 69-й армией генерал Колпакчи изменил статус награды, наградил орденом Красного Знамени.
14 января 1945 года при прорыве обороны противника на левом берегу реки Висла у населенного пункта Коханув ефрейтор Нижегородцев первым ворвался в траншею противника, огнём из автомата уничтожил 4 противников и 3 взял в плен.
Приказом по войскам 69-й армии от 15 апреля 1945 года ефрейтор Нижегородцев Тимофей Леонтьевич награждён орденом Славы 2-й степени.
18 апреля 1945 года в бою за овладение железнодорожной станции Шенфлис ефрейтор Нижегородцев гранатами подавил огневую точку противника, оборудованную в подвальном помещении здания, чем способствовал выполнению боевой задачи полком. Был представлен к награждению орденом Славы 1-й степени.
Через несколько дней вновь отличился. 21 апреля в бою за населенный пункт Фолькенхаген первым поднялся в атаку, увлекая за собой бойцов своего взвода. Ворвался в траншею, лично уничтожил 5 противников и 16 взял в плен. Был тяжело ранен, эвакуирован в госпиталь, где и умер. Место захоронения не установлено, считается пропавшим без вести. Посмертно награждён орденом Отечественной войны 2-й степени.
Указом Президиума Верховного Совета СССР от 15 мая 1946 года ефрейтор Нижегородцев Тимофей Леонтьевич награждён орденом Славы 1-й степени. Стал полным кавалером ордена Славы.
Награждён орденами Красного Знамени, Отечественной войны 2-й степени, Славы 1-й, 2-й и 3-й степеней.
Его имя носит улица в селе Городок Минусинского района Красноярского края.